# Лоллобриджида, Джина
Луи́джия (Джи́на) Лоллобриджи́да (итал. Luigia (Gina) Lollobrigida; 4 июля 1927[…], Субьяко, Королевство Италия — 16 января 2023[…], Рим, Италия) — итальянская актриса, фотожурналист, политик и общественный деятель, одна из главных европейских секс-символов послевоенного кинематографа. Популярность актрисе принесли роли как в европейских фильмах («Фанфан-Тюльпан», «Хлеб, любовь и фантазия», «Собор Парижской Богоматери»), так и её работа в Голливуде («Посрами дьявола», «Соломон и царица Савская»). За годы своей карьеры Лоллобриджида была удостоена множества наград, среди которых «Золотой глобус», семь премий «Давид ди Донателло», две «Серебряные ленты», орден «За заслуги перед Итальянской Республикой», а также звезда на голливудской «Аллее славы».

## Биография

### Юные годы
Луиджия Лоллобриджида родилась 4 июля 1927 года в городе Субьяко, в центральной Италии в семье мастеров-мебельщиков Джузеппины (в девичестве Меркури) и Джованни Лоллобриджиды. Кроме неё в семье было ещё три дочери, Джулиана (род. 1924), Мария (род. 1929) и Фернанда (1930—2011). В 1944 году её семья переехала в Рим, где Лоллобриджида поступила в Институт изящных искусств для изучения скульптуры. Деньги для оплаты обучения она зарабатывала рисованием карикатур и шаржей, а также позируя для фотороманов под псевдонимом Диана Лорис.
Лоллобриджиду неоднократно приглашали сниматься в кино, но поначалу это не интересовало её, и она отказывалась. Уговоры матери и перспективы заработка привели её на киноплощадку. В 1946 году она впервые появилась в кино в эпизодических ролях в фильмах «Чёрный орёл», «Любовный напиток», «Преступление Джованни Эпископо», «Паяцы», «Без ума от оперы», «Молодой Карузо». В 1947 году она решила попытать силы на конкурсе «Мисс Италия», где заняла третье место. Первое и второе место заняли последовательно Лючия Бозе и Джанна Мария Канале, в будущем тоже ставшие актрисами.

### Карьера
Вскоре в карьере актрисы появились главные роли в итальянских фильмах «Алина» (1950), «Город защищается» (1951), «Опасно, бандиты!» (1951). Первый крупный успех в большом кино Лоллобриджиде принесла главная роль Аделины в картине французского кинорежиссёра Кристиана-Жака «Фанфан-тюльпан» (1952) с Жераром Филипом в главной роли, которая завоевала призы Каннского и Берлинского кинофестивалей.
В 1953 году на экраны вышла романтическая комедия Луиджи Коменчини «Хлеб, любовь и фантазия», которая принесла актрисе номинацию на премию BAFTA, а также премию «Серебряная лента» за лучшую женскую роль. Помимо этого фильм получил приз Берлинского кинофестиваля «Серебряный медведь», номинацию на премию BAFTA как «Лучший иностранный фильм» и номинацию на «Оскар» за лучший сценарий. Фильм положил начало сотрудничеству актрисы с Луиджи Коменчини, у которого она впоследствии снялась в фильме «Хлеб, любовь и ревность», ставшем продолжением предыдущей картины. В том же году Джина Лоллобриджида появилась в драме «Провинциалка» (по одноимённому роману итальянского писателя Альберто Моравиа), которая была номинирована на «Золотую пальмовую ветвь» Каннского кинофестиваля, а драматическая работа самой актрисы удостоилась высокой оценки ряда критиков.
В 1953 году Лоллобриджида снялась в первом американском фильме в своей карьере — «Посрами дьявола» (1953), где она работала вместе с Хамфри Богартом. У неё также была примечательная роль в фильме «Трапеция» (1956), где она снималась с Бертом Ланкастером и Тони Кёртисом. В 1959 году Лоллобриджида исполнила главную роль в картине «Так мало никогда» с Фрэнком Синатрой, в том же году сыграла в главной роли в фильме «Соломон и царица Савская» с Юлом Бриннером, а в 1961 году снялась в фильме «Когда приходит сентябрь» с Роком Хадсоном.

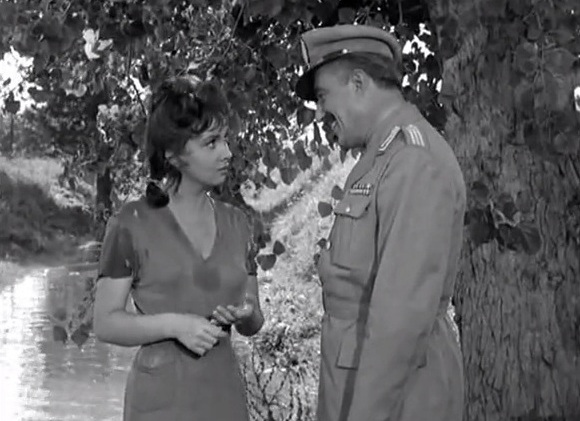
С Витторио де Сика в фильме «Хлеб, любовь и фантазия» (1953)

В 1956 году французский кинорежиссёр Жан Деланнуа пригласил Лоллобриджиду на главную роль в фильме по роману Виктора Гюго «Собор Парижской Богоматери», где она снялась с Энтони Куинном и Аленом Кюни. Фильм считается наиболее достоверной экранизацией романа, а роль Эсмеральды в исполнении Джины Лоллобриджиды — лучшим экранным воплощением образа. В том же году актриса снялась в фильме «Самая красивая женщина в мире» с Витторио Гассманом, в котором продемонстрирвала свои вокальные данные, исполнив все песни и арию из оперы Дж. Пуччини «Тоска». За главную роль в этом фильме Джине Лоллобриджиде была присуждена премия «Давид ди Донателло» в номинации «Лучшая актриса».
В 1961 году актриса появилась в главной роли в романтической комедии «Когда приходит сентябрь», которая принесла ей специальную Премию Генриетты, вручаемую в рамках церемонии «Золотой глобус». В 1963 году Джина Лоллобриджида снова снялась у Жана Деланнуа в фильме «Имперская Венера», за главную роль в котором актриса получила свою вторую премии «Давид ди Донателло» и «Серебряная лента» (обе — в номинации «Лучшая актриса»). В 1968 году на экраны вышла комедия «Доброго вечера, миссис Кэмпбелл», которая принесла актрисе третью премию «Давид ди Донателло» и номинацию на «Золотой глобус» за лучшую женскую роль в комедии или мюзикле.
В 1960-х годах Лоллобриджида стала реже сниматься в кино, объясняя это тем, что не хочет повторяться. В своих интервью актриса говорила, что каждая последующая роль должна быть лучше предыдущей, но это практически невозможно из-за обилия стандартных сценариев. Кроме того, в своих интервью Лоллобриджида утверждала, что предпочла бы сниматься в картинах режиссёров, говорящих с экрана правду, ищущих что-то своё, а не в дорогостоящих боевиках. Всё это привело к тому, что в 1970-х годах карьера Лоллобриджиды пошла на спад и почти завершилась в 1973 году участием в фильме «Смертный грех». После этого в течение последующих десятилетий она снялась всего в паре фильмов и несколько раз принимала предложения о съёмках на телевидении.

### Последующие годы

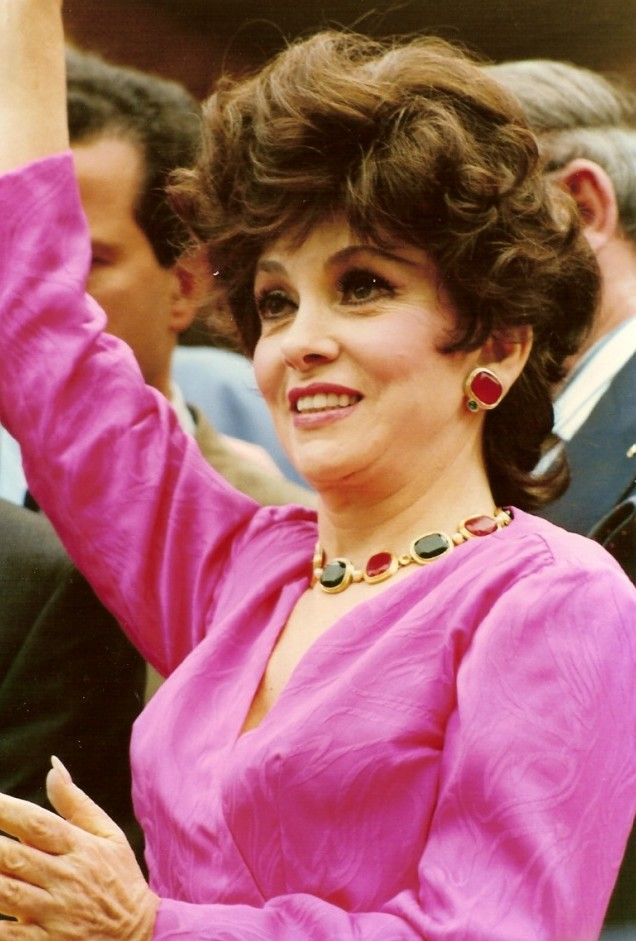
Джина Лоллобриджида (1991)

В последующие годы Лоллобриджида занялась фотожурналистикой, и среди знаменитостей, фотографии которых она делала, были Пол Ньюмен, Одри Хепбёрн, Сальвадор Дали, Фидель Кастро, а также Сборная Германии по футболу. В 1973 году был опубликован фотоальбом её работ под названием «Моя Италия» («Italia Mia»). Помимо фоторепортажей она некоторое время занималась ваянием скульптур, её работы исполнены в бронзе и мраморе. Созданная ею статуэтка «Девушка, держащая на ладони жемчужину» стала призом Международного кинофестиваля «Балтийская жемчужина». В 1976 году актриса решила попробовать себя в качестве режиссёра и сняла документальный фильм о Кубе, для которого взяла интервью у Фиделя Кастро.
В 1973 году Лоллобриджида была членом жюри VIII Московского кинофестиваля, а в 1997 году на XX Московском кинофестивале ей вручили приз за вклад в киноискусство. В 1986 году Джина выступила в качестве председателя жюри на 36-м Берлинском кинофестивале. В 1992 году её скульптура «Жизнь вместе», символизирующая гармонию между детством и природой, представляла Италию на Всемирной выставке в Севилье в Испании. В том же году за эту работу Лоллобриджида была награждена Орденом почётного легиона лично из рук президента Франции Франсуа Миттерана. Как волонтёр сотрудничала с ЮНЕСКО и ЮНИСЕФ. В 1985 году её достижения в области фотографии и скульптуры были отмечены орденом Искусств и литературы, а в 1987 году Лоллобриджида была удостоена ордена «За заслуги перед Итальянской Республикой» в степени великий офицер.
Лоллобриджида много занималась фотографией, проводила фотовыставки, работала в художественной мастерской. Её фотоальбом «Моя Италия», многократно переизданный, стал своеобразной итальянской энциклопедией. Один из её последних фотоальбомов назывался «Дети и животные». Выставка скульптурных работ актрисы прошла в Музее изобразительных искусств им. А. С. Пушкина в Москве в 2003 году.
После выхода на пенсию Лоллобриджида жила на своих виллах в Риме и в Монте-Карло. 1 февраля 2018 года за свой вклад в киноиндустрию она была удостоена звезды на Голливудской «Аллея славы» в Лос-Анджелесе.

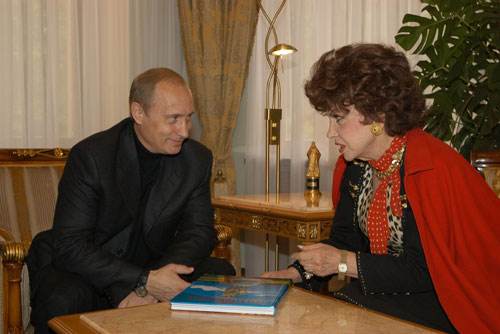
Путин и Лоллобриджида в 2003 году

## Политика
В 1999 году Лоллобриджида безуспешно баллотировалась на выборах в Европарламент в качестве кандидата от левоцентристской партии Демократы, возглавляемой Романо Проди. В 2020 году она публично поддержала точку зрения Папы Франциска на права ЛГБТ.
На парламентских выборах в Италии 2022 года Лоллобриджида в возрасте 95 лет попыталась получить место в Сенате Республики, баллотируясь в качестве кандидата от политического объединения «Суверенная и народная Италия» (созданный в том же году альянс евроскептиков, включая сталинистскую компартию, антикоррупционное «Гражданское действие» и ряд преимущественно правопопулистских партий, выступавший против правительства Марио Драги). Однако политическая сила не смогла достичь 3 % избирательного барьера, набрав 1,24 % голосов.

## Личная жизнь

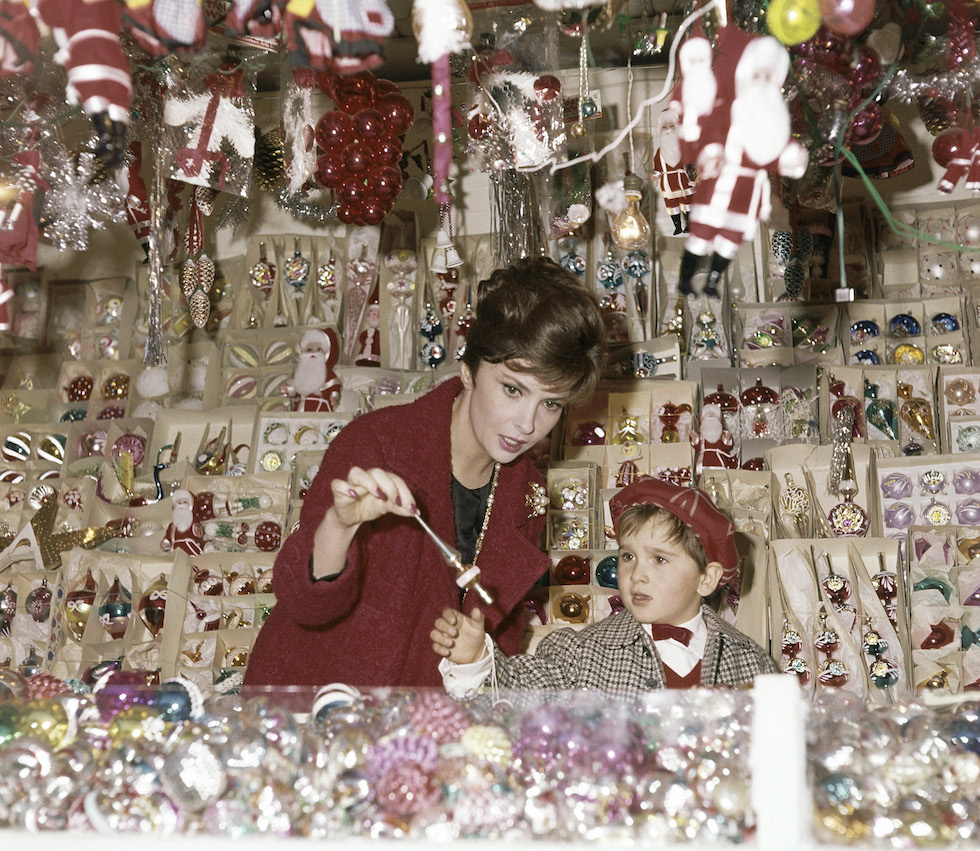
Джина Лоллобриджида с сыном Андреа Милко в Риме в 1962 году

В 1949 году Джина Лоллобриджида вышла замуж за югославского (словенского) врача Милко Скофича, который бросил медицинскую практику, чтобы стать её менеджером. 28 июля 1957 года у них родился единственный сын Андреа Милко-младший, названный в честь отца. В 1960 году Лоллобриджида переехала с семьёй в канадский город Торонто. В 1971 году супруги развелись. В 1979 году бывший муж погиб в автокатастрофе. Милко Скофич-младший — экономист. У него жена — журналист и сын Димитрий.
В январе 1968 года у Лоллобриджиды была внебрачная связь с Кристианом Барнардом, южноафриканским врачом и пионером в области хирургии по пересадке сердца, во время визита того в Италию ради встречи с Папой Римским Павлом VI.
В октябре 2006 года в возрасте 79 лет Лоллобриджида объявила испанскому журналу «¡Hola!» о её помолвке с 45-летним испанским бизнесменом Хавьером Риго-и-Рафолсом, с которым она познакомилась на вечеринке в Монте-Карло в 1984 году. Помолвка была отменена 6 декабря 2006 года, как сообщалось, из-за напряженного интереса СМИ. В январе 2013 года Лоллобриджида подала в суд на Хавьера Риго-и-Рафолса, утверждая, что он устроил тайную церемонию в Барселоне, на которой женился на самозванке, выдававшей себя за актрису. По словам Лоллобриджиды, он намеревался претендовать на принадлежащее ей имущество после её смерти. В 2019 году Трибунал Священной Римской Роты с одобрения Папы объявил её брак с Риго-и-Рафолсом недействительным.
Лоллобриджида имела привычку говорить о себе в третьем лице.
Внучатая племянница Джины Франческа Лоллобриджида — призёр Олимпийских игр 2022 года, чемпионка Европы в конькобежном спорте, с которой актриса не была знакома.
В сентябре 2022 года Лоллобриджида попала в одну из больниц Рима после падения в собственном доме. У неё диагностировали перелом бедра со смещением, из-за которого ей понадобилась операция. Джина Лоллобриджида скончалась 16 января 2023 года в возрасте 95 лет в Риме. Прощание с актрисой прошло 18 и 19 января в зале Протомотека в мэрии Рима на Капитолийском холме, а отпевание — 19 января в церкви Санта-Мария-ин-Монтесанто на Пьяцца-дель-Пополо. Похоронена в родном городе Субьяко.

## Творчество

### Фильмография
- 1946 — Чёрный орел — рабыня-черкешенка
- 1946 — Любовный напиток — Адина
- 1947 — Человек в доме
- 1948 — Паяцы — Недда
- 1949 — Колокола, бьющие в набат — Агостина
- 1949 — Без ума от оперы — Дора Скала
- 1949 — Жена не может ждать — Доната
- 1950 — Мисс Италия (ит.[итал.]) — Лисетта Миннечи
- 1950 — Алина — Алина
- 1950 — Безграничные сердца — Доната Себастьян
- 1950 — Собачья жизнь — Маргерита «Рита Бутон»
- 1951 — Молодой Карузо — Стелла
- 1951 — История пяти городов — Мария Северини
- 1951 — Город защищается — Даниела
- 1951 — Осторожно! Бандиты! — Анна
- 1951 — Я его не люблю! Вот только... только... — Джина
- 1952 — Фанфан-Тюльпан —  Аделина Ла Франшиз
- 1952 — Невеста на одну ночь — Оттавия
- 1952 — Другие времена — Мари-Антония
- 1952 — Ночные красавицы — Лейла
- 1953 — Неверные — Лулла Поссенти
- 1953 — Провинциалка — Гемма
- 1953 — Победить дьявола (Посрами дьявола) — Мария Данрейтер
- 1953 — Хлеб, любовь и фантазия — Мария Де Ритис
- 1954 — Большая игра —  Хелена Риччи
- 1954 — Учитель Дон Жуана (Скрещённые мечи) —  Франческа
- 1954 — Римлянка —  Адриана
- 1954 — Хлеб, любовь и ревность — Мария Де Ритис
- 1955 — Самая красивая женщина в мире (Красивая, но опасная) — Лина Кавальери
- 1956 — Трапеция — Лола
- 1956 — Собор Парижской Богоматери — Эсмеральда
- 1958 — Анна из Бруклина (Стремительная и сексуальная) — Анна
- 1959 — Закон — Мариетта
- 1959 — Соломон и царица Савская (Соломон и Шеба) — Шеба, царица Савская
- 1959 — Так мало никогда — Карла Везари
- 1961 — Иди голым в мир — Джульетта Камерон
- 1961 — Приходи в сентябре (Когда приходит сентябрь) — Лиза Хелена Феллини
- 1962 — Красота Ипполиты — Ипполита
- 1963 — Имперская Венера — Полина Бонапарт
- 1963 — Бешеное море — Маргерита
- 1964 — Соломенная вдова — Мария Марсело
- 1965 — Куколки — Беатриче
- 1965 — Странные супруги — Тони Винсенте
- 1966 — Я, я, я и другие — Титта
- 1966 — Султаны (Итальянская любовница) — Лиза
- 1966 — Отель Парадизо — Марселла Котте
- 1966 — Приятные ночи — Домичилла
- 1967 — Сервантес (Последний рыцарь) — Джулия
- 1968 — Смерть, снёсшая яйцо — Анна
- 1968 — Частный флот сержанта О'Фаррелла — Мария
- 1968 — Доброго вечера, миссис Кэмпбелл — Карла Кэмпбелл
- 1968 — Трюкач — Эвелин Лейк
- 1969 — Прекрасный ноябрь — Четтина
- 1971 — Река негодяев (Река плохого человека) — Алисия
- 1972 — Король, дама, валет — Марта Драйер
- 1972 — Приключения Пиноккио —  Фатина Аззурра
- 1973 — Смертный грех — Нетти
- 1985 — Обманы (ТВ) — принцесса Александра
- 1988 — Римлянка (ТВ) — Мартерита, мать
- 1995 — Сто и одна ночь Симона Синема — жена профессора Бебеля
- 1996 — Женщина в бегах (ТВ) — Элеонора Рибольди
- 1997 — XXL — Габи Берреби
- 2011 — Блокбастер 3D — камео

### Работы на телевидении
- 1977—1986 — Лодка любви / Love Boat, The (сериал) — Карла Луччи (серия № 382)
- 1981—1990 — Фэлкон Крест / Falcon Crest (сериал) — Франческа Джиоберти (серия № 143)

### Сценарист, режиссёр, продюсер
- 1975 — Ritratto di Fidel (короткометражный, хроника) — сценарист, режиссёр, продюсер (в титрах не указана)

### Документальные фильмы
- 1994 — В поисках утраченного: Джина Лоллобриджида
- 2007 — Легенды мирового кино: Джина Лоллобриджида
- 2010 — Рок Хадсон: Прекрасный и таинственный незнакомец / Rock Hudson: Dark and Handsome Stranger …Lisa Helena Fellini — (хроника, в титрах не указана)